# Frida Fetzer

Frida Fetzer um 1909

Ehepaar Fetzer mit Tochter

Jugendstil-Titelseite der Frauenzeitschrift Tabea (1917)

Frida Fetzer, geborene Rauschenbusch (* 25. September 1855 in den USA; † 1. Juni 1934 in Hamburg), war eine amerikanisch-deutsche baptistische Publizistin und Funktionärin, Mitbegründerin des Hamburger Diakonissenmutterhauses Siloah (heute: Albertinen-Diakoniewerk Hamburg-Schnelsen), langjährige Herausgeberin der baptistischen Frauenzeitschrift Tabea und Mitvorsitzende des baptistischen Verbandes der Jungfrauen-, Jugend- und Frauenvereine.

## Leben
Frida Fetzer war die älteste Tochter des deutsch-amerikanischen Theologieprofessors August Rauschenbusch und eine Schwester Walter Rauschenbuschs, des Begründers des Social Gospel Movement. Ihre Schwester Emma Rauschenbusch-Clough (1859–1940) wirkte als Missionarin in Indien.
Ihre persönliche Entscheidung für die Christusnachfolge traf Fetzer als junge Frau in Barmen. Ihre Gläubigentaufe empfing sie in der dortigen Baptistenkapelle, die heute den Namen Köbners Kirche trägt. 1877 heiratete Frieda Rauschenbusch den baptistischen Geistlichen Johann Georg Fetzer. Er hatte am Seminar ihres Vaters studiert und wurde 1878 zum Pastor der Baptistengemeinde Grundschöttel berufen. 1881 folgte sie ihrem Mann nach Hamburg, der dort eine Dozentur am baptistischen Predigerseminar übernommen hatte. Aus ihrer Ehe gingen sechs Kinder hervor.
Im Jahr 1888 übernahm Fetzer die Verantwortung für die baptistische Frauenzeitschrift Tabea. Die Anfänge des Blattes, das zunächst von Kittie Bickel, der Ehefrau des Publizisten Philipp Bickel, herausgegeben worden war, liegen im Jahr 1883. Gedacht war es ursprünglich als Gegenstück zu Wort und Werk, dem Zentralorgan der baptistischen Jünglingsvereine, war denn aber von Anfang an eine Zeitschrift, deren Zielgruppe sowohl weibliche Jugendliche und junge Erwachsene als auch gestandene Ehefrauen und Mütter waren. 1930 schrieb Fetzer rückblickend: „Deutlich erinnere ich mich, wie 1883 der Leiter unseres Verlagshauses mir die Probenummer der ersten Hausfrauenzeitung zeigte und uns zugleich sein Vorhaben mitteilte, eine christliche Monatsschrift für Frauen und Jungfrauen herauszugeben. Das war ein zeitgemäßer Plan. Ist es für ein Volk schon von Wichtigkeit, dass seine Frauen zur Mitarbeit am Volkswohl erzogen und herangezogen werden, so gilt das für christliche Gemeinden im erhöhten Maße [...].“ Die Zeitschrift Tabea blieb nicht ohne Wirkung auf den inneren und äußeren Aufbau der baptistischen Frauenarbeit. Es entstanden zahlreiche regionale Frauenverbände, darunter der baptistische Frauenverein Gelsenkirchen (1889), die Berliner Jungfrauenvereinigung (1892), die zahlenmäßig starke Ostpreußische Jungfrauenvereinigung (1894), der Frauen- (1895) und Jungfrauenverband (1895) in Nordwestdeutschland, die Frauenvereinigung in Hessen (1895) und die Westpreußische Frauenvereinigung (1897). Auch in Österreich und in der Schweiz kam es zu Gründungen von regionalen Frauenverbänden, die sich aber später wieder auflösten.
Die genannten Verbände sowie die bereits vor der Herausgabe von Tabea existierenden Vereine standen untereinander nur in loser Beziehung. Frida Fetzer regte 1892 in Tabea an, über die Errichtung eines zentralen baptistischen Frauenbund nachzudenken. Es erschienen weitere Impulsartikel zu diesem Thema, darunter auch ein Aufruf von Albertine Assor. 1906 lud der deutsche Baptistenbund anlässlich seiner Bundeskonferenz in Königsberg zu einer sogenannten Schwesternversammlung unter Leitung von Fetzer ein. Dort erfolgte die entscheidende Weichenstellung für die Gründung des Verbandes der Jungfrauen-, Jugend- und Frauenvereine, die 1910 erfolgte.  Erste Vorsitzende des Verbandes wurde Frida Fetzer. Sie hatte dieses Amt bis 1916 inne. Ihre Nachfolgerin wurde Else Neuschäfer, Ehefrau des Seminardirektors Carl Neuschäfer, und nach 1921 die bereits erwähnte Albertine Assor. In den Jahrzehnten danach hat der Verband manche Umstrukturierung erfahren. So wurde Mitte der 1920er Jahre die Jugendarbeit abgetrennt und als eigenständige Organisation weitergeführt. Daher änderte sich auch der Name der von Fetzer ins Leben gerufenen Vereinigung; 1927 lautete er Frauendienst des Bundes der Baptistengemeinden und heute Frauenwerk im Bund Evangelisch-Freikirchlicher Gemeinden.
Das heutige und nach ihrer Gründerin Albertine Assor benannte Albertinen-Diakoniewerk wurde 1907 als Diakonissenmutterhaus Siloah e.V. ins Leben gerufen. Zum dreiköpfigen Vorstand des Trägervereins gehörte Frida Fetzer, „die für Assor eine mütterliche Freundin war.“ Während ihrer Amtszeit wurde ein Wohnhaus an der Eimsbütteler Fettstraße 20 als erstes Mutterhaus angemietet. Da die Diakonissenschaft wuchs, musste bereits ein gutes Jahr später größerer Wohnraum beschafft werden. Dieser befand sich in der Schulstraße 36. Im Oktober 1918 konnte der Vorstand für die Siloah-Schwesternschaft ein größeres Gebäude in der Tornquiststraße 50 erwerben. Es wurde am 3. April 1919 offiziell eingeweiht.
Frida Fetzer war auch eine gefragte Referentin. Sie gehörte zu den wenigen Frauen, die 1908 beim ersten europäischen Baptistenkongress einen Vortrag hielten. Das Thema ihres Vortrags lautete: Die Arbeit der Frau in der Familie.
Im Jahr 1918 erkrankte Fetzer, deren Ehemann bereits 1909 verstorben war, sehr schwer. Sie verstarb 1934 nach sechzehnjährigem Krankenlager.

## Veröffentlichungen (Auswahl)
- Die Arbeit der Frau in der Familie - Referat, gehalten am 3. September 1908 während des 1. europäische Baptisten-Kongresses in Berlin[13]
- Ich strebe nach dem Licht. Worte von Frida Fetzer, geb. Rauschenbusch. Der christlichen Frau und Mutter, dem jungen Mädchen dargeboten vom Frauendienst der deutschen Baptisten. J. G. Oncken Nachf.: Kassel 1940³

## Zitat
„Was man auch sonst gegen sie einwenden mag, ein Gutes hat die Frauenbewegung in den letzten Jahrzehnten bewirkt: eine größere Wertschätzung der Arbeit der Frau im Hause. Man hat eingesehen, daß vom wirtschaftlichen, sozialen und erzieherischen Standpunkt aus hier eine Arbeitsleistung vollbracht wird, die nur für die Frau möglich, für die nur sie befähigt ist. Und doch ist diese Arbeit für die Menschheit ganz unentbehrlich, weder Staat noch Familie können ohne sie gedeihen. Sie ist wichtiger als die großartigsten Erfindungen und Unternehmungen; darum rächt sich jede Versündigung gegen die Frau nicht nur an den einzelnen, sondern am ganzen Volke. Was die Frau niederhält, hält ebensowohl das ganz Volk nieder; wo sie aber geistig befreit wird und höher steigt in der Kultur, da steigt mit ihr das Volk.“